# Heiko Herrlich
Heiko Herrlich (3 de diciembre de 1971, Mannheim, Alemania) es un exjugador y entrenador de fútbol alemán. Actualmente está libre tras dejar el F. C. Augsburgo.

## Trayectoria

### Como jugador
En su época de futbolista, Herrlich debutó como profesional en 1989, siendo jugador del Bayer 04 Leverkusen con el ganaría la Copa de Alemania. En 1993 fue contratado por el Borussia Mönchengladbach, con el que ganaría  Copa de Alemania. Dos años después fichó por el Borussia Dortmund, donde colgaría las botas en 2004 tras haber ganado dos Bundesligas, una Liga de Campeones de la UEFA y una Copa Intercontinental.

### Como entrenador
Herrlich comenzó su carrera como entrenador dirigendo a la selección alemana sub-17 en 2007.
Posteriormente, entrenó a diferentes clubes de su país, empezando por el VfL Bochum en 2009 (al que no pudo salvar del descenso). También ocupó el banquillo del SpVgg Unterhaching y del SSV Jahn Regensburg, al que ascendió a la 2. Bundesliga.
El 9 de junio de 2017, fue anunciado como nuevo técnico del Bayer 04 Leverkusen. En su primera temporada en el banquillo del BayArena, clasificó al equipo alemán para la Liga Europa merced a su 5.ª plaza en la Bundesliga 2017-18. Sin embargo, fue despedido el 23 de diciembre de 2018, tras terminar la primera vuelta de la Bundesliga en 9.ª posición.
El 10 de marzo de 2020, fue contratado por el F. C. Augsburgo. Logró la permanencia para el elenco bávaro en la Bundesliga, finalizando 15.º; y continuó en el cargo hasta su destitución, el 26 de abril de 2021, por una mala racha de resultados.

## Clubes

### Como jugador
| Club                     | País     | Año       | Partidos | Goles |
| ------------------------ | -------- | --------- | -------- | ----- |
| Bayer 04 Leverkusen      | Alemania | 1989-1993 | 75       | 6     |
| Borussia Mönchengladbach | Alemania | 1993-1995 | 55       | 25    |
| Borussia Dortmund        | Alemania | 1995-2004 | 132      | 42    |

### Como entrenador
Actualizado al 26 de abril de 2021.
| Club                         | País     | Año       | PJ | PG | PE | PP | % v.  |
| ---------------------------- | -------- | --------- | -- | -- | -- | -- | ----- |
| Selección de Alemania Sub-17 | Alemania | 2007-2009 | 9  | 6  | 1  | 2  | 66.67 |
| VfL Bochum                   | Alemania | 2009-2010 | 22 | 4  | 8  | 10 | 18.18 |
| SpVgg Unterhaching           | Alemania | 2011-2012 | ?  | ?  | ?  | ?  | ?     |
| SSV Jahn Regensburg          | Alemania | 2016-2017 | 39 | 18 | 10 | 11 | 46.15 |
| Bayer 04 Leverkusen          | Alemania | 2017-2018 | 64 | 32 | 14 | 18 | 50    |
| F. C. Augsburgo              | Alemania | 2020-2021 | 42 | 12 | 9  | 21 | 28.57 |

## Palmarés

### Como jugador
Bayer 04 Leverkusen
• 1 Copa de Alemania : 1993.
Borussia Mönchengladbach
- 1 Copa de Alemania:  1995.

Borussia Dortmund
- 2 Bundesliga: 1995-96 y 2001-02
- 1 Liga de Campeones de la UEFA: 1997.
- 1 Copa Intercontinental: 1997.